# وزارة التخطيط (العراق)
وزارة التخطيط العراقية إحدى وزارات مجلس وزراء العراق، موقعها عند جسر الجمهورية في كرادة مريم في صَوب الكرخ في بغداد، يرأسها حاليا محمد علي تميم.

## تاريخ الوزارة
تأسيس وزارة التخطيط عام 1959 بعد إلغاء وزارة الاعمار.

## تشكيلات الوزارة
- الجهاز المركزي للتقييس والسيطرة النوعية
- الجهاز المركزي للاحصاء
- المركز الوطني للتطوير الاداري وتقنية المعلومات
- الهياة العراقية للاعتماد
- الدائرة الادارية والمالية
- الدائرة القانونية
- دائرة العقود العامة الحكومية
- دائرة تخطيط القطاعات
- دائرة السياسات الاقتصادية والمالية
- دائرة التنمية الاقليمية والمحلية
- دائرة التنمية البشرية
- دائرة التعاون الدولي
- دائرة البرامج الاستثمارية الحكومية